# Гіг VIII
Гіг VIII (фр. Guigues VIII de Viennois; 1309 — 26 серпня 1333) — дофін В'єннський, граф Альбон, В'єнн, Браянсон, Гренобль, Ембрун і Ойзан, барон Ла-Тур-дю-Пін, сеньйор Коліньї у 1319—1333 роках.

## Життєпис
Походив з династії Ла-Тур-дю-Пін. Старший син Жана II, дофіна В'єннського, та Клеменції Угорської. Народився 1309 року. 1319 року після смерті батька успадкував родинні володіння. Через малий вік регентом став його стрийко Генріх, єпископ Меца (до 1323 року). 1320 року Амадей V, граф Савойський, поновив війну проти Дофіне, захопивши 1321 року декілька прикордонних замків.
1325 року в долині Вару завдав поразки савойському війську на чолі з Едоардо I, графом Савойським, який потрапив у полон, після чого сплюндрував східну частину Савойського графства. Граф Савойський звільнився за чималий викуп. 1326 року Гіг VIII успадкував сеньйорію Монлюель. Того ж року одружився з донькою французького короля Ізабеллою. У 1328 році брав участь у битві під Касселем (неподалік від Дюнкерка), де звитяжив у битві над фламандцями. 1329 року офіційно прийняв усі титули своєї династії.
Згодом постійно вів війни з савойцями. 1333 року під час облоги замку Ла-Пер'єр отримав смертельне поранення. Йому спадкував молодший брат Юмбер II.

## Родина
Дружина — Ізабелла, донька Філіппа V, короля Франції і Наварри.
Дітей не було.
- 1 бастард